# Rugstreepwezel
De rugstreepwezel (Mustela strigidorsa)  is een zoogdier uit de familie van de marterachtigen (Mustelidae). De wetenschappelijke naam van de soort werd voor het eerst geldig gepubliceerd door John Edward Gray in 1853.

## Voorkomen
De soort komt voor in Birma, China, India, Laos, Nepal, Thailand en Vietnam.